# Casey Cott
Casey Cott (* 8. srpna 1992) je americký herec, který se proslavil rolí Kevina Keller v seriálu stanice The CW Riverdale.

## Osobní život
Cott vyrůstal v Chagrin Falls v Ohio. Než se rozhodl studovat herectví navštěvoval Bostonskou univerzitu, poté přestoupil na Carnegie Mellon School of Drama. Má dva bratry: Carly Cotta a Coreyho Cotta, který je také hercem.

## Kariéra
V roce 2012 se objevil v místní produkci her Bloody Bloody Andrew Jackson a Romeo a Julie. V roce 2014 byl součástí hry Parade, která se hrála v divadle New Hazlett v Pittsburghu. V roce 2016 si zahrál roli Mosese v muzikálovém projektu Stephena Shwartze The Prince of Egypt v Sag Harboru v New Yorku.
V březnu 2016 byl obsazen do role Kevina Kellera v dramatickém seriálu Riverdale. Původně se ucházel o role Archieho a Jugheada. Pro druhou sérii byla jeho role povýšena na hlavní.
V roce 2017 si zahrál ve videoklipu Sabriny Carprnter písničky „Why“. Ve stejném roce získal roli ve filmu The Mascot.

## Filmografie

### Film
| Rok  | Název                         | Role          | Poznámky |
| ---- | ----------------------------- | ------------- | -------- |
| 2018 | All The Little Things We Kill | Trevor Olsson |          |
| 2019 | Mascot                        | Nick Shephard |          |

### Televize
| Rok       | Název                                     | Role         | Poznámky                                             |
| --------- | ----------------------------------------- | ------------ | ---------------------------------------------------- |
| 2017–2023 | Riverdale                                 | Kevin Keller | vedlejší role (1. řada), hlavní role (2. řada–dosud) |
| 2017      | Zákon a pořádek: Útvar pro zvláštní oběti | Lucas Hale   | díl:„Conversion“                                     |
| 2018      | Instinct                                  | Dino Moretti | díl:„Pilot“                                          |

### Hudební videa
| Rok  | Název | Umělec            |
| ---- | ----- | ----------------- |
| 2017 | „Why“ | Sabrina Carpenter |